# Борис Андонов
Борис Андонов е български революционер, деец на Вътрешната македоно-одринска революционна организация.

## Биография
Борис Андонов е роден около 1885 година в град Прилеп, тогава в Османската империя. Присъединява се към ВМОРО и е последователно четник на Петър Апостолов и на Пеню Шиваров.
При избухването на Балканската война е доброволец в Македоно-одринското опълчение.